# جوني ريفرز
جوني ريفرز (بالإنجليزية: Johnny Rivers)‏ هو كاتب أغاني وموسيقي ومنتج أسطوانات وعازف قيثارة ومغني أمريكي، ولد في 7 نوفمبر 1942 في نيويورك في الولايات المتحدة.

## وصلات خارجية
- الموقع الرسمي
- جوني ريفرز على موقع IMDb (الإنجليزية)
- جوني ريفرز على موقع روتن توميتوز (الإنجليزية)
- جوني ريفرز على موقع ألو سيني (الفرنسية)
- جوني ريفرز على موقع ميوزك برينز (الإنجليزية)
- جوني ريفرز على موقع قاعدة بيانات الأفلام السويدية (السويدية)
- جوني ريفرز على موقع إن إن دي بي (الإنجليزية)
- جوني ريفرز على موقع أول ميوزيك (الإنجليزية)
- جوني ريفرز على موقع ديسكوغز (الإنجليزية)
- جوني ريفرز على موقع قاعدة بيانات الفيلم (الإنجليزية)
- جوني ريفرز على موقع كينوبويسك (الروسية)